# هينو إندن
هينو إندن (بالإستونية: Heino Enden)‏ مواليد 13 ديسمبر 1959 في تالين، هو مدرب كرة سلة إستوني ولاعب سابق. بدأ مسيرته الاحترافية في سنة 1978. يبلغ طوله 6 قدم 5 بوصة (2.0 م). حقق المركز الأول في بطولة كأس العالم لكرة السلة 1982. اعتزل اللعب في 1996. لعب مع نادي سسكا موسكو لكرة السلة ونادي تامبيرين بيرينتو لكرة السلة.

## سجل المنافسة
شارك في المنافسات التالية:
- بطولة أمم أوروبا لكرة السلة 1983
- بطولة أمم أوروبا لكرة السلة 1985
- بطولة أمم أوروبا لكرة السلة 1987

## الميداليات
| الميدالية | المسابقة                         |
| --------- | -------------------------------- |
| ذهبية     | بطولة كأس العالم لكرة السلة 1982 |
| برونزية   | بطولة أمم أوروبا لكرة السلة 1983 |
| ذهبية     | بطولة أمم أوروبا لكرة السلة 1985 |
| فضية      | بطولة أمم أوروبا لكرة السلة 1987 |

## روابط خارجية
- هينو إندن على موقع الاتحاد الدولي لكرة السلة (الإنجليزية)
- هينو إندن على موقع الاتحاد الدولي لكرة السلة (الإنجليزية)
- هينو إندن على موقع بروبوليرز (الإنجليزية)